# Asesinato de Vicky Hernández
El asesinato de Vicky Hernández fue un crimen de odio ocurrido en Honduras el 28 de junio de 2009. Hernández fue una mujer transgénero que ganó fama a nivel nacional como activista LGBT.
En 2022, la presidenta hondureña Xiomara Castro pidió disculpas por el acto, siendo la primera vez en la historia de Honduras que el gobierno pide disculpas por un acto violento contra un miembro de la comunidad LGBT.

## Vicky Hernández
Vicky Hernández era una mujer transgénero hondureña a quien se le asignó el sexo masculino al nacer. Era una prostituta que luego se convirtió en activista, luchando por los derechos de las personas LGBT en su país. Periódicos como The New York Times la han descrito como una «activista apasionada, que era una hermana e hija querida». A Hernández le diagnosticaron VIH antes de retirarse de la prostitución.

## Hechos
Hernández fue asesinada durante el golpe de Estado en Honduras de 2009. El 28 de junio de 2009, cuando la crisis se apoderaba del país, Hernández recibió un disparo en la cabeza y murió a causa de sus heridas. El crimen ocurrió en San Pedro Sula, una ciudad que desde hace décadas tiene problemas de criminalidad.

## Investigación
El Estado de Honduras investigó la muerte de Hernández. Un año después del asesinato de Hernández, otras dos mujeres transgénero que habían presenciado su asesinato y testificaron que habían visto a miembros de la policía en una patrulla acercarse a Hernández el día de su muerte, fueron asesinadas.
La organización de derechos humanos Robert F. Kennedy y la Red Lesbica Cattrachas, una organización de derechos lésbicos en Honduras, representaron a la familia de Hernández ante la Corte Interamericana de Derechos Humanos (CIDH), argumentando que el asesinato de Hernández fue un asesinato extrajudicial y que el caso fue investigado negligentemente por el gobierno del país. La CIDH también encontró evidencia de que agentes que actuaban para el gobierno estuvieron involucrados en el crimen.
El 9 de mayo de 2022, la presidenta hondureña, Xiomara Castro, pidió disculpas a la familia de Hernández y reconoció la responsabilidad del gobierno en el asesinato.

## En los medios
Un documental sobre Hernández y su asesinato, titulado 28 de Junio: Vicky vs Honduras, se estrenó en mayo de 2022.